# Hua pi
Pour les articles homonymes, voir Painted Skin.
Série
Hua pi 2
(2012)
Pour plus de détails, voir Fiche technique et Distribution.
Hua pi (titre original : chinois simplifié : 画皮 ; chinois traditionnel : 畫皮 ; pinyin : huàpí ; litt. « Peau peinte ») est un film chinois réalisé par Gordon Chan, sorti en 2008.
C'est la deuxième adaptation, après le Painted Skin de King Hu, tourné en 1993, adaptant la nouvelle de Pu Songling (1640–1715), 画皮之阴阳法王 / 畫皮之陰陽法王, huàpí zhī yīnyáng fǎwáng, « le pape yin yang sur la peau peinte »), tiré de son ouvrage, Liaozhai zhiyi (聊斋志异 / 聊齋誌異, liáozhāi zhìyì, parfois traduit par Contes étranges du studio du bavard).
La suite, Hua pi 2 (titre original : (画皮II / 畫皮II, huàpí ér, « Peau peinte II »), est sortie en 2012 et est dirigée par Wu Ershan (乌尔善).
Le film décrit des histoires d’esprits et de fantômes, selon les traditions des mythologies chinoises.

## Fiche technique
- Titre original : chinois simplifié : 画皮 ; chinois traditionnel : 畫皮 ; pinyin : huàpí ; litt. « Peau peinte »
- Titre anglais : Painted Skin

## Distribution
- Donnie Yen : Pang Yong (龐勇)
- Zhou Xun : Xiaowei (小唯)
- Chen Kun : Wang Sheng (王生)
- Zhao Wei : Peirong (佩蓉)
- Betty Sun : Xia Bing (夏冰)
- Qi Yuwu : Xiaoyi (小易)

## Suite
En 2011, Gordon Chan annonce qu'une suite, Hua pi 2, sera produite. Les acteurs Chen Kun, Zhou Xun, et Zhao Wei seront de retour. D'autres acteurs tels que Yang Mi, Feng Shaofeng et Gordon Liu ont rejoint le casting. Gordon Liu est prévu pour jouer le rôle du père du personnage interprété par Chen Kun, tandis que Yang Mi et Feng Shaofeng joueront deux amoureux. Chan choisit Yang et Feng pour les rôles, dû à leur popularité dans la série télévisée de 2011, Palace.